# Grigorij Potemkin
Grigorij Aleksandrovič, knez Potemkin - Tavriški (rusko Григо́рий Алекса́ндрович Потёмкин, князь Потёмкин-Таври́ческий, Grigórij Aleksándrovič Potjomkin, knjaz' Potjomkin-Tavríčeskij), ruski vojskovodja, državnik, grof in presvetli knez, ljubimec in po nekaterih virih od leta 1775 morganatski soprog cesarice Katarine Velike, * 24. september 1739, Čižovo, Smolenska gubernija, Ruski imperij (sedaj Rusija), † 16. oktober 1791, Jassi, Kneževina Moldavija (sedaj Romunija).
Izvirna izgovarjava njegovega imena je [patjómkin].
Rojen je bil v družini plemiških zemljiških posestnikov s srednjimi dohodki. Pozornost in naklonjenost carice Katarine Velike je pridobil zaradi pomoči pri njenem državnem udaru leta 1762 in sodelovanja v rusko-turški vojni (1768–1774), v kateri se je odlikoval kot vojaški poveljnik. Postal je Katarinin ljubimec, izbranec in morda celo soprog. Katarina je zanj pridobila naslov kneza Svetega rimskega cesarstva in mu med drugimi podelila naslov kneza Ruskega cesarstva. Bil je veliki admiral Ruske vojne mornarice, načelnik vseh ruskih dežel in poveljnik neregularne vojske. Med njegove največje dosežke spadata mirna aneksija Krima (1783) in uspešna druga rusko-turška vojna (1787–1792). 
Leta 1775 je postal generalni guverner novih ruskih južnih provinc. Kot absolutni vladar si je prizadeval kolonizirati divje stepe in se kontroverzno odločno ukvarjal s kozaki, ki so tam živeli. Ustanovil je mesta Herson, Nikolajev, Sevastopol in Jekaterinoslav. Pristanišča v regiji so postala baze za njegovo novo Črnomorsko floto.
Njegova vladavina na jugu je povezana s »Potemkinovimi vasmi«, ki so bile poslikane kulise resnične vasi, polne veselih, dobro nahranjenih ljudi, ki naj bi jih razkazoval med obiski državnih predstavnikov. Znan je bil tudi po ljubezni do žensk, igranju na srečo in materialnem bogastvu. Nadziral je gradnjo številnih zgodovinsko pomembnih zgradb, vključno s Tavriškim dvorcem v Sankt Peterburgu.

## Življenjepis

### Otroštvo in mladost
Grigorij Potemkin je bil daljni sorodnik moskovskega diplomata Pjotra Potemkina. Družina je bila poljskega porekla. Oče Aleksander je bil odlikovan vojni veteran. Mati Darja je bila »čedna, sposobna in inteligentna gospa«, njen zakon pa ni bil srečen. Potemkin je ime Grigorij dobil po očetovem bratrancu Grigoriju Matvejeviču Kizlovskem, državnem uslužbencu, ki je bil tudi njegov krstni boter. Govorilo se je, da je Grigorij Matvejevič celo njegov oče. Odraščal je v pričakovanju, da bo kljub temu, da je nizkega stanu, služil Ruskemu imperiju.
Po očetovi smrti leta 1746 je vodenje družine prevzela Darja. Družina se je s pomočjo Kizlovskega preselila v Moskvo, kjer se je Potemkin vpisal na gimnazijo, ki je spadala k Moskovski univerzi. Mladi Potemkin se je naučil več jezikov in se zanimal za Rusko pravoslavno cerkev. Pri enajstih letih se je leta 1750 vpisal v rusko vojsko, kar je bilo skladno z običaji plemiških otrok. Po drugem inšpekcijskem pregledu je bil leta 1755 premeščen v elitni polk konjeniške garde. Po končani gimnaziji je postal eden prvih študentov, ki se je sam vpisal na univerzo. Bil je talentiran za grščino in teologijo in leta 1757 osvojil zlato medaljo univerze in postal član dvanajstčlanske študentske delegacije, ki je bila tistega leta poslana v Sankt Peterburg. Zdi se, da je to potovanje močno vplivalo na Potemkina: študij je začel zanemarjati in bil zato kmalu izključen z univerze. Ponovno se je pridružil gardi, kjer se je odlikoval. S prekomernim popivanjem, kockanjem in razuzdanim ljubezenskim življenjem je zapravil vsoto, ki je bila enakovredna posesti s 430 kmeti, in se izredno zadolžil.
Grigorij Orlov, eden od Katarininih ljubimcev, je junija 1762 izvedel državni udar, odstavil carja Petra III. in ustoličil Katarino II. V udaru je svoj polk zastopal narednik Potemkin. Ko je Katarina pred Zimskim dvorcem pregledovala svoje čete pred svojim odhodom v Peterhof, je bila brez sablje (ali morda klobuka), ki naj bi ga hitro priskrbel Potemkin. Potemkin se je, kot kaže, kar nekaj minut zadržal v caričini bližini. Po državnem udaru je Katarina Potemkina nagradila z napredovanjem v drugega poročnika. Čeprav je bil Potemkin v gardi bivšega carja, se zdi, da ni bil neposredno vpleten v Petrov umor julija 1762. Katarina ga je kmalu ponovno povišala, tokrat v kammerjunkerja (nižji dvorjan), vendar je obdržal svoje mesto v gardi. Kmalu zatem je bil uradno predstavljen carici kot nadarjen posnemovalec. Njegovo posnemanje je bilo na dvoru dobro sprejeto.

### Dvorjan in general
Potemkin se je na dvoru že začel spogledovati z deset let starejšo carico Katarino. Vstopil je v krog Katarininih svetovalcev in leta 1762 opravil svojo edino tujo misijo: na Švedsko je odšel poročat o državnem udaru v Ruskem carstvu. Po vrnitvi je bil imenovan za prokurista in pridobil sloves caričinega ljubimca. V nejasnih okoliščinah je izgubil levo oko in zapadel v depresijo. Njegova samozavest se je razblinila, zato se je umaknil z dvora in postal nekakšen verski puščavnik. Osemnajst mesecev pozneje se je ponovno pojavil na dvoru, verjetno na klic carice Katarine. Postal je armadni upravitelj in nadziral proizvodnjo uniform. Kmalu zatem je postal varuh eksotičnih ljudstev v novi vseruski zakonodajni komisiji, ki je bil pomemben politični položaj. Septembra 1768 je postal kammerherr (komornik). Dva meseca pozneje je Katarina ukinila njegovo vojaško komisijo in ga celoti podredila dvoru. V tem času je Osmansko cesarstvo začelo rusko-turško vojno 1768–1774. Potemkin se je želel v vojni dokazati in pisal carici Katarini:
Edini način, s katerim lahko izrazim svojo hvaležnost Vašemu veličanstvu, je, da za vašo slavo prelijem kri. Ta vojna je odlična priložnost za to in ne morem živeti v brezdelju. Dovolite mi, usmiljena vladarica, da se prikažem pred vašim veličanstvom in prosim vaše veličanstvo, naj me pošlje na ... fronto, s kakršnim koli činom po želji Vašega veličanstva ... [služiti] samo za čas vojne.
— Potemkin, maj 1769
Potemkin je v vojni služil kot generalmajor konjenice. Odlikoval se je že v svojem prvem spopadu, v katerem je pomagal odbiti bando samovoljnih tatarskih in turških konjenikov. V tem spopadu je prvič uporabil manever po svoji zasnovi, imenovan »Megufistov bok«, ki je razbil tatarsko formacijo in prebil njihove vrste. Boril se je tudi v obleganju in osvojitvi Kamjanca-Podolskega leta 1672. Dejaven je bil skoraj vsak dan, zlasti odmevno v bitki pri Praškovskem, po kateri ga je njegov poveljnik Aleksander Mihajlovič Golicin priporočil Katarini. Potemkinova vojska pod Pjotrom Rumjancevim se je borila pri zavzetju Jurja. Potemkin je bil za svoj pogum in spretnost odlikovan z Redom sv. Ane. V bitki pri Largi je osvojil Red svetega Jurija tretje stopnje in se zatem boril proti glavnini osmanske vojske. Na dopustu v Sankt Peterburgu ga je carica več kot desetkrat povabila k sebi na večerjo.
Po vrnitvi na fronto je dobil več vojaških priznanj in nato zbolel. Zdravila je zavračal, zato je okreval zelo počasi. V zatišju sovražnosti leta 1772 je njegovo gibanje nejasno. Zdi se, da se je vrnil v Sankt Peterburg, in postal, morda samo navidezno, eden od Katarininih najbližjih svetovalcev. Orlov ni bil več caričin izbranec, vendar Potemkin od tega ni imel nobene koristi, ker je Orlova kot caričinega ljubimca zamenjal carski konjušnik Aleksander Vasilčikov. Potemkin se je leta 1773 vrnil na fronto in se kot generalpolkovnik boril v Silistriji. Zdi se, da ga je Katarina pogrešala, ker je od nje dobil pismo s pozivom, da se vrne v Sankt Peterburg. Po vrnitvi so ga častili kot vojnega heroja.

### Izbranec Katarine II.
Potemkin se je vrnil na dvor januarja 1774 in pričakoval, da ga bo Katarina sprejela z odprtimi rokami. Politične razmere so se takrat zapletle. Katarinin izbranec Jemeljan Pugačev se je pravkar proglasil za kandidata za ruski prestol in se postavil na čelo uporniške vojske trideset tisoč mož. Poleg tega je Katarinin sin Pavel dopolnil osemnajst let in začel pridobivati lastno podporo. Potemkin se je konec januarja naveličal brezizhodnega položaja in izvedel, morda s spodbudo Katarine, melodramatičen umik v samostan Aleksandra Nevskega. Katarina je popustila in Potemkin se je na začetku februarja 1774 vrnil iz samostana. Njuno razmerje je postalo intimno. Potemkin je čez nekaj tednov prevzel Vasiličkovo mesto caričinega izbranca in dobil naziv generalnega pomočnika.
Pogosta pisma, ki sta si jih pisala, razkrivajo, da je bil njun odnos poln »smeha, seksa ter vzajemnega občudovanja inteligentnosti in moči«. Veliko njunih srečanj je bilo v savni v kleti Zimskega dvorca. Potemkin je kmalu postal tako ljubosumen, da mu je morala Katarina podrobno opisati svoje prejšnje ljubezensko življenje.
Dvignil se je tudi Potemkinov politični položaj, predvsem zaradi njegovih vojaških nasvetov. Marca 1774 je postal podpolkovnik Preobraženskega gardnega polka, ki mu je je pred njim poveljeval Aleksej Orlov. Leta 1784 je postal tudi kapetan Konjeniškega gardnega polka. Kmalu zatem je bil kot član Državnega sveta, poveljujoči general in podpredsednik Vojnega kolegija imenovan za generalnega guvernerja Nove Rusije in vrhovni poveljnik kozakov. Na teh položajih je obogatel in živel razkošno. Njegov družbeni položaj so še povečali prestižni Red svetega Aleksandra Nevskega in Red svetega Andreja, poljski Red belega orla, pruski Red Črnega orla, danski Red slona in švedski Kraljevi red serafinov.
Simon Sebag Montefiore trdi, da sta bila Katarina in Potemkin »skoraj zagotovo« poročena, v kar biografinja Virginia Rounding nekoliko dvomi. Katarina je decembra 1784 v enem od pisem prvič izrecno omenila Potemkina kot svojega moža. Kot mogoči datumi poroke se omenjajo leta 1775, 1784 in 1791. Katarina je v svojih pismih 22-krat omenila, da je Potemkin njen mož, in se tudi obnašala temu primerno. Po letu 1775 se je njuno razmerje spremenilo, ker je Katarina neznano kdaj za svojega novega ljubimca izbrala Petra Zavadovskega. 2. januarja 1776 je Zavadovski postal cesaričin generalni pribočnik, Potemkin pa je bil imenovan za poveljnika sanktpeterburške divizije. Tega leta je bil na Katarinino zahtevo imenovan tudi za kneza Svetega rimskega cesarstva. Kot knez je odšel na turnejo v Novgorod in se po nekaj tednih vrnil. Od carice je dobil za darilo palačo Aničkov in novo stanovanje v Zimskem dvorcu. Čeprav ni bil več caričin izbranec, je ostal njen priljubljen minister.
Caričini ljubimci so se kar vrstili. Za Zavadovskim je prišel Semjon Zorič (maj 1777–maj 1778), Ivan Rimski-Korzakov (maj 1778–konec 1778), Aleksander Lanskoj (1780–1784), Aleksander Jermolov (1785–1786), Aleksander Dmitriev-Mamonov (1786–1789) in Platon Zubov (1789–1796). Primernost kandidatov je preverjal Potemkin in sam zapolnil praznine med njimi.

## Diplomat
Potemkin se je v tem obdobju ukvarjal predvsem z diplomacijo. Sodeloval je v pogajanjih z angleškim ambasadorjem Jamesom Harrisom o angleški nevtralnosti, njegova strast pa je ostal jug Ruskega carstva. Njegov načrt, znan kot Grški projekt, je bil ustanoviti novo Bizantinsko cesarstvo okoli osmanske prestolnice Konstantinopel. Predpogoj za razkosanje Osmanskega cesarstva bi bilo popuščanje napetosti s Habsburško monarhijo in vladarjem Jožefom II. Z njim se je sestal maja 1780 v ruskem mestu Mogilev. Sledila je sklenitev zavezništva, ki je pomenila Potemkinovo zmago nad Katarininim sinom Pavlom, ki je bil naklonjen zavezništvu s Prusijo. Sporazum, sklenjen maja 1781, je ostal v tajnosti skoraj dve leti. Osmansko cesarstvo zanj domnevno ni vedelo niti leta 1787, ko je Rusiji napovedalo vojno.
Potemkinovi poskusi razširitve ruske prisotnosti v hitro propadajoče Perzijsko cesarstvo so se izjalovili. Manjše vojaške enote, ki naj bi pred splošno invazijo ustanovile trgovske postaje, so se hitro vrnile. Potemkin je svojo pozornost preusmeril na ruske južne province, začel ustanavljati mesta in graditi svoje osebno kraljestvo in popolnoma novo Črnomorsko floto. Kraljestvo se je začelo širiti. Po sklenitvi Kučukkajnarškega miru, s katerim se je končala prejšnja rusko-turška vojna, je Krimski kanat postal uradno samostojen, dejansko pa je prišel pod rusko oblast. 
Junija 1782 se je ponovno začela anarhija. Potemkin je spretno izkoristil vojskovanje Britanije in Francije na drugih bojiščih in dosegel mirno priključitev Krima in Kubana k Ruskemu carstvu. Kraljevina Gruzija je nekaj dni kasneje s sporazumom v Georgijevsku poskušala pridobiti rusko zaščito proti Perziji in ponovno vzpostaviti svojo suverenost nad Gruzijo. Rusko zaščito je poskušal pridobiti tudi Karabaški kanat, vendar jo je nato odklonil. Izčrpani Potemkin je resno zbolel in komaj preživel. Katarina ga je nagradila s sto tisoč rublji, ki jih je potrošil za gradnjo Tauridske palače v Sankt Peterburgu.

### Generalni guverner in graditelj mest
Potemkin se je novembra 1783 vrnil v Sankt Peterburg in bil po uradni priključitvi Krima februarja naslednjega leta povišan v feldmaršala. Postal je tudi predsednik Vojnega kolegija. Provinca Tavrida (Krim) je bila priključena k Novi Rusiji. Potemkin se je sredi marca kot »knez Tavride« preselil na jug. Bil je namestnik ruskih južnih provinc, v katere so spadali Nova Rusija, Azov, Saratov, Astrahan in Kavkaz. Svoje ozemlje je stalno širil z vojaškimi operacijami. Imel je svoj dvor, ki je tekmoval s caričinim. Od 1780. let je imel dvorno pisarno s petdeset ali več uradniki in svojega ministra Vasilija Popova, ki je nadziral vsakodnevne zadeve. Njegov drugi izbranec je bil Mihail Falejev.
»Kriminalni« upori Kozaške vojske, še posebej Zaporoških kozakov leta 1775, so mu pomagali utrditi njegovo oblast. Do njegove smrti so bile grožnje anarhičnih uporov povsem pod nadzorom.  Med kozaki je bil znan kot Hristko Nečesa.

#### Graditelj
Potemkin je zatem začel ustanavljati mesta. Prvi je bil Herson leta 1778, ki naj bi postal baza nove Črnomorske flote, ki jo je nameraval zgraditi. Vse načrte je moral odobriti on sam, zato je gradnja potekala počasi. Gradnja je bila draga, mesto pa se je izkazalo za kužno. Za naslednjo bazo je bil izbran Ahtiar, ki se je kasneje preimenoval v Sevastopol. Za njim je zgradil Simferopol kot prestolnico Krima. Njegov največji neuspeh je bil poskus izgradnje Јеkaterinoslava (Katarinina slava, zdaj Dnipro). Drugo najuspešnejše Potemkinovo mesto je bil Nikolajev (zdaj Mikolaјiv), ustanovljen leta 1789. Po osvojitvi Odese je začel preurejati tudi to mesto. Odesa naj bi postala njegov največji gradbeni dosežek.
Potemkinova Črnomorska flota je bila za tiste čase izjemen podvig. Britanski ambasador je leta 1787 poročal, da ima Rusija sedemindvajset bojnih ladij, s čimer se je izenačila s Španijo, a je bila še vedno mnogo manjša od britanske. Ruska vojna mornarica je v primerjavi z drugimi evropskimi državami takrat dosegla svoj vrh.
Potemkin je privabil nekaj sto tisoč naseljencev, da so se naselili na njegovo ozemlje. Ocenjuje se, da se je do leta 1782 število prebivalcev Nove Rusije in Azova v zelo kratkem času podvojilo. Med naseljenci so bili Rusi, tujci, britanski obsojenci, namenjeni v Avstralijo, kozaki in sporni Judje. Priseljenci niso bili vedno zadovoljni s svojim novim okoljem, znan pa je vsaj en primer, da je Potemkin posredoval, da so priseljenci dobili obljubljeno živino. Izven Nove Rusije je zgradil obrambno linijo Azov-Mozdok, trdnjavi Georgijevsk in Stavropol in nekaj drugih, da je bila vzpostavljena cela obrambna linija.
Leta 1784 je Aleksander Lanskoj umrl in Potemkin se je vrnil v Moskvo, da bi tolažil Žalujočo Katarino. Ko je Katarina leta 1785 za Aleksandrovega naslednika izbrala Aleksandra Jermolova, so se Katarina, Jermolov in Potemkin odpravili na križarjenje po gornji Volgi. Ko je Jermolov s pomočjo Potemkinovih kritikov poskušal odstaviti Potemkina, je Katarina poleti 1786 njega samega zamenjala z grofom Aleksandrom Dmitriev-Mamonovom.
Potemkin se je vrnil na jug in organiziral Katarinin obisk južnih provinc poleti 1787. Carica je konec januarja pripotovala v Kijev in potem, ko se je led stalil, odplula po Dnepru na jug. Potemkin je imel v tem času druge ljubice, med njimi grofici Sevres in Nariškin. Carica s spremstvom je maja priplula v Herson. Med obiskom Sevastopola je avstrijski nadvojvoda Jožef II. ki jo je spremljal na potovanju, ganjen pripomnil, da je »carica povsem zanesena ... Knez Potemkin je v tem trenutku vsemogočen«.

#### Potemkinova vas
Izraz Potemkinova vas, ki ga je skoval Potemkinov nemški kritični biograf Georg von Helbig (nemško Potemkinsche Dörfer), izvira s Katarininega obiska južnih provinc cesarstva. Kritik je Potemkina obtožil, da je s pomočjo poslikanih kulis poskušal preslepiti Katarino, da so province bogatejše, kot so bile v resnici. V ta namen naj bi statiralo tudi več tisoč kmetov. Potemkin je zagotovo carici pokazal najboljše, kar je lahko pokazal, organiziral več eksotičnih izletov, najmanj dva mestna uradnika pa sta svojo revščino resnično prikrila z izgradnjo lažnih hiš. Knez de Ligne, član avstrijske delegacije, ki je med potovanjem raziskoval po svoje, je kasneje potrdil, da so govorice o lažnih vaseh izmišljene.

### Vrhovni poveljnik
Potemkin je ostal na jugu in zaradi nedejavnosti postopoma potonil v depresijo. Na položaju vrhovnega poveljnika ruske vojske ga je avgusta 1787 doletela nova rusko-turška vojna, druga v njegovi karieri. Nasprotniki Rusije so si poskušali povrniti ozemlja, izgubljena v prejšnji vojni, zato je bila Rusija pod velikim pritiskom sovražno razpoložene Prusije, Velike Britanije in Švedske. K povečanju sovražnosti je verjetno namerno ali po naključju prispevalo tudi Potemkinovo širokoustenje. K izboljšanju stanja zagotovo nista pripomogla niti njegovo ustvarjanje nove flote niti potovanje carice Katarine na jug carstva. Potemkin je imel svojo jekaterinoslavsko vojsko in na zahodu manjšo ukrajinsko vojsko pod poveljstvom feldmaršala Rumjancev-Zadunajskega. Imel je Črnomorsko floto in bil odgovoren za usklajevanje vojaških operacij s svojo zaveznico Avstrijo. Potemkin in Katarina sta se do pomladi dogovorila predvsem o obrambni strategiji. Prve napade osmanske vojske proti trdnjavi Kinburn so Rusi uspeli odbiti, novica o v viharju izgubljeni ljubljeni Črnomorski floti pa je Potemkina pahnila v ponovno globoko depresijo. Teden dni kasneje ga je ob prijaznih Katarininih besedah presenetila tudi novica, da flota v resnici ni uničena, ampak je samo utrpela izgube. General Aleksander Suvorov je v Kinburnu v začetku oktobra dosegel pomembno zmago. Ker se je bližala zima, je bil Potemkin prepričan, da bo pristanišče varno do pomladi.
Potemkin je svoj sedež preselil v Elizabetgrad in načrtoval prihodnje operacije. Zbral je vojsko štirideset ali petdeset tisoč mož, vključno z novo organiziranimi Kubanskimi kozaki. Posvetil se je vojaškim pripravam, ustanovil floto sto topnjač za borbo v plitvem limanu, v prostem času pa je preganjal žene vojakov pod njegovim poveljstvom. Avstrijcem je medtem uspelo obraniti svoje položaje na jugovzhodu Evrope. Potemkin je kljub drugačnim nasvetom svetovalcev in nekaj uspešnim napadom generalov Tekelija in Pavla Potemkina na Kavkazu obdržal svojo obrambno strategijo. V začetku poletja 1788 so se boji še stopnjevali, ko so Potemkinove sile z malo izgubami zmagale v pomorski bitki s Turki in začele oblegati turško trdnjavo Očakov, glavni ruski vojni cilj. Manj obetavno je bilo, da so po odhodu najboljših ruskih sil na Krim začeli Sankt Peterburg ogrožati Švedi v rusko-švedski vojni (1788–1790). Potemkin je prenehal redno obveščati Katarino o stanju v vojni na jugu, kar je še povečalo njeno tesnobo.
Potemkin se je prepiral s Suvorovom in Katarino, ki sta se bala napasti Očakov, ki so ga Turki že dvakrat uspeli oskrbeti po morju. 6. decembra se je Potemkin končno odločil napasti Očakov in ga štiri ure pozneje zasedel. V bitki je bilo ubitih skoraj 10.000 Turkov in (samo) 2.500 Rusov. Katarina je zapisala: »vi [Potemkin] ste zaprli usta vsem ... [in lahko zdaj] pokažete vedrino svojim slepim in praznoglavim kritikom«. Potemkin je nato obiskal mornariško ladjedelnico v Vitkovki, ustanovil Nikolajev in odpotoval v Sankt Peterburg, kamor je prišel februarja 1789. Maja je ponovno odšel na fronto in se pred tem s Katarino dogovoril o ukrepih ob nepredvidljivih dogodkih, če bi bila Rusija prisiljena v vojno bodisi s Prusijo bodisi z okrepljeno Poljsko, ki je pred kratkim uspešno zahtevala umik ruskih vojakov s svojega ozemlja. Na turški fronti je Potemkin napredoval proti trdnjavi Bender na reki Dnester.
Poleti in jeseni leta 1789 je dosegel številne zmage proti Turkom, vključno z bitko pri Fokšaniju meseca julija. V začetku septembra je zmagal v bitki pri Rimniku in osvojil Čaušeni in Hadžibej (sedanja Odesa). Konec septembra so se predale tudi trdnjave pri Akkermanu. Ogromna trdnjava v Benderju se je novembra predala brez boja. Potemkin je v moldavski prestolnici Jassi ustanovil svoj dvor in »preživel zimo s svojimi ljubicami razuzdano kot osmanski sultan, gradil mesta, ustanavljal svoje polke in se pogajal za mir [s Turki] … v vseh pogledih se je obnašal kot cesar«. Ustanovil je celo časopis Le Courrier de Moldavie. Njegova izbrana ljubica, čeprav je imel tudi druge, je bila Praskovija Potemkina. Njuno razmerje se je nadaljevalo v letu 1790. Potemkin je v njeno čast poimenoval dve ladji. Zaradi diplomatskih mahinacij je dobil naslov »veliki hetman Črnega morja in Jekaterinoslavske kozaške vojske«. Marca 1791 je kot veliki admiral prevzel poveljstvo Črnomorske flote.
Julija 1790 je Švedska pri Svensksundu porazila rusko Baltsko floto. Švedi so se zdaj počutili kot enakopravni pogajalci in kmalu zatem sklenili mir, ki je temeljil na statusu quo ante bellum, s čimer se je končala grožnja švedske invazije na Rusijo. Mir je tudi sprostil vojaške vire za vojno proti Turkom. Potemkin se je preselil v svoj dotlej najbolj razkošen dvor v Bender in kmalu dosegel še več uspehov proti Osmanskemu cesarstvu, vključno z zavzetjem Batal-Paše in v drugem poskusu Kilije na Donavi. Do konca novembra je ostal samo še en glavni cilj: turška trdnjava Izmail. Napadu je na Potemkinovo zahtevo poveljeval general Aleksander Suvorov. Zmago je obeležila prva, čeprav neuradna ruska himna »Naj se oglasi grom zmage!«, ki sta jo napisala Gavril Deržavin in Osip Kozlovski.
Potemkin se je po dveh letih vrnil v Sankt Peterburg, da bi se poleg vojne z Osmanskim cesarstvom soočil z vojno grožnjo angleško-pruske koalicije. Njegovo vrnitev so na veliko proslavili s »karnevalom kneza Potemkina«. 
Katarina in Potemkin sta se prepirala zaradi vojaške strategije: carica je bila brezkompromisno agresivna, Potemkin pa je pred spopadom s Prusi želel pridobiti nekaj časa. Angleško-prusko zavezništvo je na srečo Rusov razpadlo, britanski ultimat, da bi morala Rusija sprejeti status quo ante bellum, pa je bil umaknjen. Grožnja obsežne vojne je minila.
Čeprav je bila Rusija še vedno v vojni z Osmanskim cesarstvom, je Potemkin svojo pozornost usmeril proti Poljski. Potemkin je imel na Poljskem konzervativne zaveznike, vključno s Feliksom Potockim, ki so imeli zelo drugačne načrte kot on sam, in jih je moral razrešiti. Ena od idej, na primer, je bila, da bi se Potemkin razglasil za kralja.
Uspehi na turški fronti so se nadaljevali, večinoma po Potemkinovi zaslugi. Dobil je priložnost narekovati mirovne pogoje Osmanskemu cesarstvu, vendar bi to pomenilo zapustiti Katarino. Njegovo zavlačevanje je ohladilo Katarinin odnos do njega. Njegov položaj je še bolj zakomplicirala Potemkinova izbira poročene kneginje Paskovije Adrejevne Golicine (rojene Šuvalov) za svojo zadnjo ljubico. Na koncu je Potemkin le dobil potrebno pooblastilo za pogajanja s Turki in nato za uresničevanje svojih poljskih ambicij. Katarina ga je poslala nazaj na jug in mu zatem poslala sporočilo, v katerem je pisalo »Zbogom, prijatelj, poljubljam te«.

### Smrt
Potemkin je v kužnem Jasiju zbolel, a je kljub temu nadziral mirovna pogajanja, načrtoval napad na Poljsko in pripravljal vojsko na novo vojno na jugu. Začel se je postiti in si povrnil nekaj moči, vendar je zavrnil zdravila, potem pa se je spet začel gostiti in zaužil »šunko, pitano gos in tri ali štiri piščance«. 13. oktobra (po starem koledarju 2. oktobra) se je počutil bolje in narekoval pismo Katarini, potem pa je ponovno padel v nezavest. Kasneje se je zbudil in se s spremstvom odpravil v Nikolajev. 16. oktobra (po starem koledarju 5. oktobra) 1791 je v stepi 60 km od Jassija umrl. Po govoricah po njegovi smrti so zgodovinarji, med njimi Poljak Jerzy Łojek, sklepali, da je bil zastrupljen, ker je zaradi norosti postal neodgovoren. Montefiore njihovo trditev zavrača in trdi, da je podlegel bronhialni pljučnici.
Potemkinovo truplo so balzamirali in osem dni po smrti pokopali v Jassiju. Katarina je bila vsa iz sebe in ustavila družabno življenje v Sankt Peterburgu. Gavril Deržavin je Potemkinu posvetil odo Slap. Vojaški vrh, ki je nanj gledal kot na očeta, je bil ob njegovi smrti zelo prizadet. Potemkinov poljski sodobnik Stanislaw Malahovski je trdil, da je Aleksandro von Engelhardt, Potemkinovo nečakinjo in ženo Frančiška Branickega, magnata in vidnega vodje Targoviške konfederacije, skrbela usoda Poljske, ki jo je Potemkin načrtoval oživiti kot njen novi vodja.
Potemkin je državno blagajno uporabljal kot osebno banko in preprečeval reševanje svojih finančnih mahinacij. Katarina mu je dala denar za Tavriško palačo in zbirke umetnin in poplačala vse njegove dolgove. Njegove finančne afere so se zato relativno srečno končale.
Katarinin sin Pavel I., ki je na prestolu nasledil mater leta 1796, je poskušal razveljaviti čim več Potemkinovih reform. Tavriška palača je bila preurejena v vojašnico, po njem imenovano mesto Gregoripol pa je bilo preimenovano.
Potemkinov grob je preživel uničenje, ki ga je ukazal Pavel. Zdi se, da so njegove posmrtne ostanke prenesli v stolnico svete Katarine v Hersonu. Kje natančno se nahajajo nekateri njegovi notranji organi, vključno s srcem in možgani, ki so jih najprej hranili v samostanu Golia v Jassyju, ni znano. Po poročanju The New York Times so bile med rusko invazijo na Ukrajino v sklopu organiziranega plenjenja po izrecnem ukazu Kremlja kosti Potemkina ukradene iz Hersona.

## Osebnost in ugled
Potemkin je »izžareval tako grožnjo kot prijaznost«. Bil je aroganten, zahteven do svojih dvorjanov in zelo spremenljivega razpoloženja, pa tudi očarljiv, topel in prijazen. Med njegovimi sopotnicami je na splošno prevladovalo mnenje, da je »bogato obdarjen s spolno privlačnostjo«.
Louis Philippe, grof de Ségur, ga je opisal kot »kolosalen kot Rusija« in »nepredstavljiva mešanica veličine in sitnobe, lenobe in dejavnosti, poguma in plahosti, ambicioznosti in nesramnosti«. Njegova notranja nasprotja so bila očitna, ker je vse življenje obiskoval tako cerkve kot številne orgije. Po Ségurjevem mnenju so opazovalci vse uspehe neupravičeno pripisovali Katarini, neuspehe pa Potemkinu. Potemkin je bil ekscentričen deloholik in velik ljubitelj nakita (ki ga je včasih pozabil plačati). Ni maral prilizovanja in bil občutljiv za svoj videz, zlasti za izgubljeno oko. Portretirati se je dal samo dvakrat, leta 1784 in ponovno leta 1791. Obakrat ga je portretiral Johann Baptist von Lampi iz takšnega kota, ki je prikril njegovo poškodbo.
Potemkin je bil intelektualec. Knez de Ligne je ugotovil, da ima Potemkin »naravne sposobnosti [in] odličen spomin«. Zanimala sta ga zgodovina in splošno znanje. Ljubil je klasično glasbo tega obdobja, pa tudi opero. Všeč mu je bila vsa hrana, tako kmečka kot gosposka, še posebej pečena govedina in krompir. Bil je anglofil, kar je pomenilo, da so povsod, kamor je šel, uredili angleške vrtove.
Bil je praktičen politik. Njegove politične ideje so bile »v bistvu ruske«. Verjel je v premoč carske avtokracije in francoske revolucionarje nekoč označil za »kup norcev«. Med Potemkinove razvade je spadalo grizenje nohtov. Grizel jih je do te mere, da so se mu vrasli.
Nekega večera je Potemkin na višku moči svojim gostom na svečani večerji izjavil:
Imam vse, kar sem si kdaj želel … Želel sem imeti visok položaj, imam ga. Želel sem si medalj, imam jih. Rad sem igral na srečo, izgubil sem ogromne vsote. Všeč mi je bilo prirejanje zabav, imel sem veličastne. Uživam v gradnji hiš, gradil sem palače. Všeč mi je bilo kupovanje posesti, imam jih veliko. Obožujem diamante in lepe stvari – noben posameznik v Evropi nima redkejših ali bolj izvrstnih kamnov. Z eno besedo, vse moje strasti so se nasitile. Sem popolnoma srečen!
Potemkin se je na koncu izkazal kot kontroverzna oseba. Kritiki so mu pripisovali »lenobo, korupcijo, razuzdanost, neodločnost, ekstravaganco, ponarejanje, vojaško nesposobnost in dezinformacije v velikem obsegu«, njegovi zagovorniki pa so menili, da je »njegova predanost razkošju in ekstravagantnosti ... povsem upravičena«. Poudarjali so tudi njegovo »inteligentnost, močno osebnost, vizionarstvo, pogum, velikodušnost in velike dosežke«. Čeprav ni bil vojaški genij, je bil »resno sposoben« v vojaških zadevah. Potemkinov sodobnik Ségur je o tem kritično zapisal, da »načrta nihče ne naredi hitreje [od Potemkina], ga izvede počasneje in še laže opusti«. Drug sodobnik, Škot John Sinclair, je dodal, da je Potemkin imel »velike sposobnosti«, vendar »ničvreden in nevaren značaj«. Potemkinovi ruski nasprotniki, kot je bil Semjon Voroncov, so se strinjali, da je imel »veliko inteligence, spletk in zaslug«, manjkalo pa mu je »znanja, usposobljenosti in vrlin«.

## Družina
Potemkin ni imel zakonitih potomcev, verjetno pa kakšnega nezakonskega. Imel je pet sester, ki so imele otroke, vendar so Potemkinovo posebno pozornost pritegnile le hčere njegove sestre Marfe Elene (Helene), poročene Engelhardt. Pet njenih neporočenih hčera je kmalu po materini smrti leta 1775 prišlo na dvor Katarine II. Izročilo pravi, da je Potemkin kmalu zapeljal tri od njih, od katerih je bila ena takrat takrat stara komaj dvanajst ali trinajst let. Preveriti je mogoče samo afero z najstarejšo Barbaro, zelo verjetno pa je imel ljubezenske odnose tudi z drugo najstarejšo Aleksandro in peto najstarejšo Katarino.
Potemkin je imel tudi vplivne sorodnike. Sestra Marija je bila poročena z ruskim senatorjem Nikolajem Samojlovom. Njun sin Aleksander je bil odlikovan za službovanje v vojski pod Potemkinovim poveljstvom. Njuna hči Ekaterina se je poročila najprej v družino Rajevski in zatem z bogatim posestnikom Levom Davidovom. Z obema možema je imela otroke, med njimi tudi visoko odlikovanega generala Nikolaja Rajevskega. V njegovi širši družini je bilo več daljnih bratrancev, med njimi grof Pavel Potemkin, še ena visoko odlikovana vojaška osebnost. Njegov brat Mihail se je poročil s Potemkinovo nečakinjo Tatjano Engelhardt. Leta 1916 je pri umoru Rasputina sodeloval Potemkinov daljni nečak Feliks Jusupov.

## Zapuščina
Potemkinovo ime se je kljub poskusom Pavla I., da bi bagateliziral njegovo vlogo v ruski zgodovini, ohranilo na številnih področjih.
- Stoletje po Potemkinovi smrti je bila v njegovo čast poimenovana križarka Potemkin. Ladja je postala znana po svoji vpletenosti v rusko revolucijo leta 1905 in poznejši dramatizaciji v filmu Križarka Potemkin sovjetskega režiserja Sergeja Eisensteina. Film je bil v nekem obdobju proglašen za največji film vseh časov.[118][119]
- Ogromno obmorsko stopnišče v Odesi, na katerem so snemali film Križarka Potemkin, je sčasoma postalo znano kot Potemkinove stopnice.
- Fraza »Potemkinova vas« se je kljub izmišljenemu izvoru udomačila tako v Rusiji kot drugod po svetu.